# Lizofosfatidilholin
Lizofosfatidilholini (LPC), ili lizolecitini, su klasa hemijskih jedinjenja koja su izvedena iz fosfatidilholina. Oni proizilaze iz parcijalne hidrolize fosfatidilholina, koja uklanja jednu od grupa masnih kiselina. Hidroliza je generalno rezultat enzimskog dejstva fosfolipaze A2.
LPC se može koristiti u laboratoriji za izazivanje demijelinacije režnjeva mozga, čime se oponašaju efekti demijelinacionih oboljenja kao što je multipla skleroza..

## Literatura
- Horrocks, Lloyd A.; Farooqui, Akhlaq A. (2007). Glycerophospholipids in the brain phospholipases A2 in neurological disorders. Berlin: Springer.